# Agyness Deyn
Agyness Deyn (właściwie Laura Hollins; ur. 16 lutego 1983 w Littleborough) – brytyjska supermodelka i aktorka.
Jako modelka zadebiutowała w 2005 roku w wieku 22 lat na pokazie Henry'ego Hollanda w Londynie. Po tym pokazie podpisała kontrakty międzynarodowe w: Paryżu, Nowym Jorku, Mediolanie. Pracowała dla takich domów mody jak: Chanel, Christian Dior, D&G, DKNY, Dolce & Gabbana, Giles Deacon, Hermès, Burberry i Giorgio Armani. Uzyskała tytuł "Modelki Roku" na British Fashion Awards w 2007 roku. Dwukrotnie znalazła się na okładce Vogue Italia, w maju 2007 – na okładce wydania amerykańskiego, a w czerwcu 2008 jej zdjęcie trafiło na okładkę brytyjskiej edycji czasopisma. Odbywała również sesje zdjęciowe dla międzynarodowych edycji: Elle, Numero i Harper's Bazaar.